# لبنان في الألعاب الأولمبية الصيفية 2020
شارك لبنان في الألعاب الأولمبية الصيفية 2020 في طوكيو والتي تأجلت من عام 2020 إلى الفترة بين 23 يوليو و8 أغسطس 2021 نتيجة لجائحة فيروس كورونا. كانت هذه هي المشاركة الثامنة عشر للبنان في الألعاب الأولمبية الصيفية. ولم يشارك لبنان في الألعاب الأولمبية الصيفية 1956 في ملبورن نتيجة للعدوان الثلاثي.

## الرياضيّون
فيما يلي قائمة بعدد المتنافسين في الألعاب.
| الرياضة              | رجال | سيدات | المجموع |
| -------------------- | ---- | ----- | ------- |
| ألعاب القوى          | 1    | 0     | 1       |
| الجودو [الإنجليزية]  | 1    | 0     | 1       |
| الرماية              | 0    | 1     | 1       |
| السباحة [الإنجليزية] | 1    | 1     | 2       |
| رفع الأثقال          | 0    | 1     | 1       |
| المجموع              | 3    | 3     | 6       |

## ألعاب القوى
ارسل الاتحاد الدولي لألعاب القوى بطاقتين إلى لبنان لارسال لاعبين (رجل وسيدة)للمشاركة في فعاليات ألعاب القوى في الأولمبياد.
- Note–Ranks given for track events are within the athlete's heat only
- Q = مؤهل للجولة القادمة
- q = مؤهل للجولة التالية كخاسر أسرع أو ، في الأحداث الميدانية ، حسب المركز دون تحقيق الهدف المؤهل
- NR = الرقم القياسي الوطني
- N/A = Round not applicable for the event
- Bye = Athlete not required to compete in round

احداث المضمار
| الرياضي       | الحدث     | المجموعة | المجموعة | نصف نهائي | نصف نهائي | النهائي  | النهائي  |
| الرياضي       | الحدث     | النتيجة  | المرتبة  | النتيجة   | المرتبة   | النتيجة  | المرتبة  |
| ------------- | --------- | -------- | -------- | --------- | --------- | -------- | -------- |
| نورالدين حديد | 200م رجال | 21.12    | 8        | لم يتأهل  | لم يتأهل  | لم يتأهل | لم يتأهل |